# Pepsine
Pepsine (peptase) is een enzym dat tijdens de vroegste stadia van de spijsvertering in de maag eiwitmoleculen splitst zodat eiwitten kunnen worden afgebroken/verteerd tot enkel nog vrij lange aminozuurketens, polypeptiden genoemd (vertering van eiwitten is nu voltooid).
Maagsapklieren produceren geen pepsine maar pepsinogeen, een inactief pro-enzym (pepsine is normaal gezien in de vorm van pepsinogeen aanwezig). Pepsinogeen kan door bepaalde cellen in de maagwand (hoofd- of kliercellen), naast zoutzuur en slijm, worden afgescheiden. Dit vormt samen met gastrine het maagsap/maagzuur. Als de hoeveelheid maagzuur in de maag sterk toeneemt, ontstaat een sterk zuur milieu in de maag waardoor pepsine werkzaam wordt (pepsine is alleen werkzaam in een sterk zuur milieu (pH-optimum 2,5)). Pepsine kan ook zelf pepsinogeen activeren. Het activeren van pepsinogeen is dus een proces dat zichzelf versterkt, een dergelijk proces wordt positieve terugkoppeling genoemd.
Wanneer het zure voedsel uit de maag, in kleine hoeveelheden in de twaalfvingerige darm aankomt, stopt de werking van pepsine na enige tijd, aangezien de twaalfvingerige darm het voedsel licht basisch maakt, waardoor pepsine weer het inactieve pepsinogeen wordt. Wanneer pepsinogeen in een milieu terechtkomt met een hoge zuurgraad, wordt het weer omgezet in het actieve pepsine. 
Pepsine is een agressief enzym dat gemakkelijk de eigen maagwand kan oplossen, de maagwand is echter bekleed met een dikke slijmlaag die de maag ook beschermt tegen andere enzymen zoals lipase en eventueel gal bij galbraken.
Pepsine is in 1836 ontdekt door Theodor Schwann en het was het eerste ontdekte dierlijk enzym.